# Biechów-Kolonie
Biechów-Kolonie – część wsi Biechów w Polsce, położona w województwie świętokrzyskim, w powiecie ostrowieckim, w gminie Kunów.
W latach 1975–1998 Biechów-Kolonie administracyjnie należały do województwa kieleckiego.